# 同舟計劃
同舟計畫是朱立倫于2021年再度擔任中國國民黨主席之後推出的一項計劃，透過將處分年限減半的方法，讓過去因為黨紀處分或者其他原因自己退黨的黨員得以重返國民黨。
該項計劃有近5萬人參與，其中包括臺北市議員鍾小平、新北市議員游輝宂、前立委徐欣瑩、前花蓮縣長傅崐萁、花蓮縣縣議員吳東昇、吳建志、涉入納骨塔詐騙案的悟覺妙天等，都透過該項計劃重返國民黨。
有的人認為，該項計劃為朱立倫企圖將臺灣討厭民進黨的力量集中在國民黨身上。同舟計劃就是一個討厭民進黨的計劃，就是維持最大在野黨的計劃。